# 弗兰克斯·布尔乔瓦路
弗兰克斯·布尔乔瓦路（Rue des Francs-Bourgeois，發音：[ʁy de fʁɑ̃ buʁʒwa]）是法国巴黎玛莱区（Le Marais）的一条街道。长705米，宽8-13米。始于孚日广场19号，止于Rue des Archives56号。
- 60号
- 54号
- 28号
- 30号
- 31号
- 37号
- Hôtel de Coulanges
- 弗兰克斯·布尔乔瓦路，面向孚日广场